# Centromerus setosus
Centromerus setosus är en spindelart som beskrevs av Miller och Josef Kratochvíl 1940. Centromerus setosus ingår i släktet Centromerus och familjen täckvävarspindlar.
Artens utbredningsområde är Slovakien. Inga underarter finns listade i Catalogue of Life.